# Nikola Šubić Zrinjski (opera)
Nikola Šubić Zrinjski: glasbena tragedija u 3 čina (8 slika) opera je Ivana pl. Zajca na hrvatskome jeziku s libretom Huge Badalića (po Körnerovoj drami Zriny) u tri čina o osmanskoj opsadi Sigeta i junaštvu Nikole Šubića Zrinskog. Uz Ero s onoga svijeta to je vjerojatno najpopularnije i najizvođenije hrvatsko glazbeno-scensko djelo. 
Praizvedba Zrinjskog bila je 4. studenoga 1876. godine, u Zagrebu, u tadašnjem Narodnom zemaljskom kazalištu. Dirigirao je sam autor. Glazbena partitura opere objavljena je 1884. u Zagrebu.
Radnja se odvija u Sigetu, u rujnu 1566. godine. Prati Zrinjske i sigetske časnike za vrijeme turske opsade.

## Radnja
Nikola Šubić-Zrinjski zapovjednik je mađarske utvrde Siget. Turaka koji su napadali bilo je oko 100 000, a grad je tada imao oko 2500 stanovnika. Iako je turski vođa, Sulejman Veličanstveni umro, njegovu smrt njegovi najbliži podređeni skrivaju kako ne bi došlo do pubune među vojnicima. Opsada se odužuje i Nikola shvaća da im nema spasa. Zato Jelena traži Lovru Juranića neka ju ubije. Nikola se svečano odijeva, spali sve blago i kreće u časnu smrt posljednjim jurišem, a Eva spali utvrdu.

## Lica
- Nikola Šubić-Zrinjski, hrvatski ban, zapovjednik Sigeta
- Eva, Nikolina supruga
- Jelena, njihova kći
- Lovro Juranić, Jelenin zaručnik, časnik u Sigetu
- Gašpar Alapić, časnik u Sigetu
- Vuk Paprutović, časnik u Sigetu
- Sulejman Veliki, turski car
- Mehmed Sokolović, veliki vezir
- Mustafa, bosanski paša
- Ali Portuk, zapovjednik topništva
- Ibrahim Begler-beg
- Levi, liječnik Sulejmanov
- hrvatski časnici i vojnici
- turski vojnici
- bule, odaliske, eunusi, čuvari saraja
- zbor vilâ

## Poznati brojevi opere
- Finale: „U boj” (napisao 1866. godine Franjo Marković, skladao Ivan Zajc, a kasnije je pjesma uklopljena u njegovu operu; izvodi ju muški zbor).

## Izvedbe
Po podatcima Vladana Švacova u eseju Operni libreto u Hrvata te podatcima iz Repertoara hrvatskih kazališta do 1990. godine, Nikola Šubić Zrinjski izveden je 1317 puta, a do veljače 1992. godine samo je u Zagrebu opera izvedena 609 puta, što govori o njezinu veliku uspjehu kod publike. Dio opere je i pjesma „U boj”, nastala na stihove Franje Markovića. Zbog svoje hrabrosti i časne samurajske smrti lik i djelo Nikole Zrinskog Sigetskog našli su svoje poštovatelje i u dalekome Japanu. Spomenutu je pjesmu 26. veljače 2006. godine u dvorani Kokugian u Tokiju izveo japanski muški zbor od 1.000 članova, pod ravnanjem maestra Katsuakija Kozaija.

## Ocjene
U riječkim dnevnim novinama La bilancia četiri dana nakon praizvedbe objavljen je kratki prikaz u kojemu se Riječani prisjećaju Zajca i smatraju ga svojim: 
»Nikola Šubić Zrinjski. Ovo je naziv novoga djela (glazbene trilogije) vrijednog našeg sugrađanina, maestra Zajca, predstavljenog prvi put prošle sedmice u Narodnom kazalištu u Zagrebu, na libreto gospodina Badalića. Uzdržavajući se izvijestiti o vrijednosti nove partiture, jer su nas o tome obavijestili zagrebački listovi, kao i prijemu kod tamošnje publike, utvrđujemo sa zadovoljstvom da je, po Agramer Zeitungu, vrijedni umjetnik doživio brojne ovacije, koje su dostigle vrhunac kad su se poslije treće slike na prosceniju ukazali predstavnici pjevačkog društva Kolo i poklonili kompozitoru veličanstvenu krunu, ukrašenu kićenom vrpcom nacionalnih boja.«

## Zanimljivosti
- Glazba za himnu čileanske ratne mornarice preuzeta je iz ove opere.[nedostaje izvor]
- Jedan od osnivača bosanskohercegovačkog kazališta Jurislav Korenić diplomirao je na postavi ove opere.[nedostaje izvor]
- Na Kwansei Gakuinu, jednomu od najstarijih japanskih sveučilišta, upravo je hrvatska pjesma „U boj” iz opere Zrinjski himna njihovoga muškog pjevačkog zbora.[7]

## Vanjske poveznice
|  | Zajednički poslužitelj ima još gradiva o temi Nikola Šubić Zrinski (opera) |
|  | Wikizvor ima izvorni tekst Nikola Šubić Zrinjski                           |